# CONCACAF Champions League 2014/15
De CONCACAF Champions League 2014-15 was de zesde editie van de CONCACAF Champions League. Het was de Noord-Amerikaanse tegenhanger van de Europese Champions League. Het toernooi begon in juli 2014 en eindigde in mei 2015. Club América versloeg Montreal Impact in de finale in twee wedstrijden en plaatste zich daarmee automatisch voor het wereldkampioenschap voetbal voor clubs in 2015.

## Gekwalificeerde teams
| Land                        | Club                    | Pot                     | Reden van kwalificatie                                                                | Deelnamen               | Laatste deelname        | Beste resultaat         |
| Noord-Amerika (9 teams)     | Noord-Amerika (9 teams) | Noord-Amerika (9 teams) | Noord-Amerika (9 teams)                                                               | Noord-Amerika (9 teams) | Noord-Amerika (9 teams) | Noord-Amerika (9 teams) |
| --------------------------- | ----------------------- | ----------------------- | ------------------------------------------------------------------------------------- | ----------------------- | ----------------------- | ----------------------- |
| Mexico 4 teams              | Club León               | A                       | Winnaar Apertura 2013                                                                 | 1e                      | geen                    | geen                    |
| Mexico 4 teams              |                         | A                       | Winnaar Clausura 2014                                                                 |                         |                         |                         |
| Mexico 4 teams              | Club América            | B                       | nummer 2 Apertura 2013                                                                | 2e                      | 2013-14                 | Groepsfase              |
| Mexico 4 teams              |                         | B                       | Nummer 2 Clausura 2014                                                                |                         |                         |                         |
| Verenigde Staten 4 teams    | New York Red Bulls      | A                       | Winnaar MLS Supporters' Shield                                                        | 1e                      | geen                    | geen                    |
| Verenigde Staten 4 teams    | Sporting Kansas City    | A                       | Winnaar MLS Cup 2013                                                                  | 4e                      | 2013-14                 | Kwartfinales            |
| Verenigde Staten 4 teams    | Portland Timbers        | B                       | Nummer 2 MLS Cup 2013                                                                 | 1e                      | geen                    | geen                    |
| Verenigde Staten 4 teams    | DC United               | B                       | Winnaar Lamar Hunt U.S. Open Cup 2013                                                 | 3e                      | 2009-10                 | Groepsfase              |
| Canada 1 deelnemer          |                         | B                       | Winnaar Canadian Championship 2014                                                    |                         |                         |                         |
| Centraal-Amerika (12 teams) |                         |                         |                                                                                       |                         |                         |                         |
| Costa Rica 2 teams          | Alajuelense             | A                       | Kampioen Apertura 2013                                                                | 5e                      | 2013-14                 | Halve finale            |
| Costa Rica 2 teams          |                         | B                       | Kampioen Clausra 2014                                                                 |                         |                         |                         |
| Honduras 2 teams            | Real España             | A of B                  | Kampioen Apertura 2013                                                                | 3e                      | 2011-12                 | Groepsfase              |
| Honduras 2 teams            |                         | A of B                  | Kampioen Clausra 2014                                                                 |                         |                         |                         |
| Guatemala 2 teams           | Comunicaciones          | A                       | Kampioen Apertura 2013                                                                | 4e                      | 2012-13                 | Kwartfinales            |
| Guatemala 2 teams           |                         | C                       | Kampioen Clausra 2014                                                                 |                         |                         |                         |
| Panama 2 teams              | Tauro                   | A of C                  | Kampioen Apertura 2013                                                                | 5e                      | 2012-13                 | Groepsfase              |
| Panama 2 teams              |                         | A of C                  | Kampioen Clausra 2014                                                                 |                         |                         |                         |
| El Salvador 2 teams         | Isidro Metapán          | B of C                  | Kampioen Apertura 2013                                                                | 7e                      | 2013-14                 | Kwartfinale             |
| El Salvador 2 teams         |                         | B of C                  | Kampioen Clausra 2014                                                                 |                         |                         |                         |
| Nicaragua 1 team            | Real Estelí             | C                       | Kampioen met het beste resultaat over het seizoen in de Primera División de Nicaragua | 5e                      | 2013-14                 | Groepsfase              |
| Belize 1 team               |                         | C                       | Kampioen Premier League of Belize 2013/14                                             |                         |                         |                         |
| Caribbean (3 teams)         |                         |                         |                                                                                       |                         |                         |                         |
| Puerto Rico                 | Bayamón FC              | C                       | Winnaar CFU Club Championship 2014                                                    | 1e                      | geen                    | geen                    |
| Jamaica                     | Waterhouse FC           | C                       | Finalist CFU Club Championship 2014                                                   | 1e                      | geen                    | geen                    |
| Guyana                      | Alpha United            | C                       | Derde plaats CFU Club Championship 2014                                               | 2e                      | 2011-12                 | voorronde               |

## Opzet
Op 12 januari 2012 maakte de CONCACAF bekend dat het toernooi anders zou worden opgezet dan voorgaande toernooien. De voorronde zou worden opgeheven en alle 24 teams zouden in de groepsfase beginnen. Voor loting voor de groepsfase werden de teams verdeeld in drie potten, op basis van hun prestaties in de landelijke competitie. Teams uit hetzelfde land (met uitzondering van "wildcard"-teams, die een team uit een ander land vervangen) kunnen en elkaar niet treffen, en elke groep zou gegarandeerd een team bevatten uit de Verenigde Staten en Mexico. Zodoende konden de teams uit Mexico en de Verenigde Staten elkaar niet treffen in de groepsfase. In de groepsfase speelden de teams twee wedstrijden tegen elkaar. De groepswinnaars plaatsten zich voor de kwartfinales.
| Pot A       | Pot A                  | Pot A                | Pot A              |
| ----------- | ---------------------- | -------------------- | ------------------ |
| León        | Pachuca                | Sporting Kansas City | New York Red Bulls |
| Alajuelense | Olimpia                | Comunicaciones       | Tauro              |
| Pot B       |                        |                      |                    |
| América     | Cruz Azul              | Portland Timbers     | DC United          |
| Saprissa    | Real España            | Isidro Metapán       | Montreal Impact    |
| Pot C       |                        |                      |                    |
| Municipal   | FAS                    | Chorrillo            | Real Estelí        |
| Herediano   | Puerto Rico Bayamón FC | Waterhouse           | Alpha United       |

## Programma
| Ronde         | Ronde        | Loting                                 | Heenduel             | Return               |
| ------------- | ------------ | -------------------------------------- | -------------------- | -------------------- |
| Groepsfase    | Speeldag 1   | 28 mei 2014 (Doral, Verenigde Staten). | 5-7 augustus 2014    | 5-7 augustus 2014    |
| Groepsfase    | Speeldag 2   | 28 mei 2014 (Doral, Verenigde Staten). | 19-21 augustus 2014  | 19-21 augustus 2014  |
| Groepsfase    | Speeldag 3   | 28 mei 2014 (Doral, Verenigde Staten). | 26-28 augustus 2014  | 26-28 augustus 2014  |
| Groepsfase    | Speeldag 4   | 28 mei 2014 (Doral, Verenigde Staten). | 16-18 september 2014 | 16-18 september 2014 |
| Groepsfase    | Speeldag 5   | 28 mei 2014 (Doral, Verenigde Staten). | 23-25 september 2014 | 23-25 september 2014 |
| Groepsfase    | Speeldag 6   | 28 mei 2014 (Doral, Verenigde Staten). | 21-23 oktober 2014   | 21-23 oktober 2014   |
| Knock-outfase | Kwartfinale  | 28 mei 2014 (Doral, Verenigde Staten). | 24-26 februari 2015  | 3-5 maart 2015       |
| Knock-outfase | Halve finale | 28 mei 2014 (Doral, Verenigde Staten). | 17-19 maart 2015     | 7-9 april 2015       |
| Knock-outfase | Finale       | 28 mei 2014 (Doral, Verenigde Staten). | 22 april 2015        | 29 april 2015        |

## Groepsfase
De loting voor de groepsfase vond plaats op 28 mei 2014 in Doral in de Verenigde Staten. De 24 teams werden verdeeld over 8 groepen van 3 teams, waarvan de acht groepswinnaars zich plaatsten voor de kwartfinales.
| Betekenis van de kleur in de groepstabel |
| ---------------------------------------- |
| Groepswinnaars naar kwartfinales         |

Gsp = aantal wedstrijden, W = winst, G = gelijk, V = verlies, Pnt. = punten, DV/DT = doelpunten voor/tegen

### Groep 1
| Team        | Gsp | W | G | V | DV | DT | DS | Pnt |
| ----------- | --- | - | - | - | -- | -- | -- | --- |
| Pachuca     | 4   | 3 | 0 | 1 | 17 | 8  | +9 | 9   |
| Real España | 4   | 1 | 1 | 2 | 8  | 12 | -4 | 4   |
| Municipal   | 4   | 1 | 1 | 2 | 5  | 10 | -5 | 4   |

|             | PAC   | ESP   | MUN   |
| ----------- | ----- | ----- | ----- |
| Pachuca     | —     | 4 - 1 | 4 - 1 |
| Real España | 3 - 7 | —     | 3 - 0 |
| Municipal   | 3 - 2 | 1 - 1 | —     |

### Groep 2
| Team                 | Gsp | W | G | V | DV | DT | DS | Pnt |
| -------------------- | --- | - | - | - | -- | -- | -- | --- |
| Deportivo Saprissa   | 4   | 2 | 1 | 1 | 7  | 4  | +3 | 7   |
| Sporting Kansas City | 4   | 2 | 1 | 1 | 7  | 4  | +3 | 7   |
| Real Estelí          | 4   | 0 | 2 | 2 | 2  | 8  | -6 | 2   |

|                      | SAP   | SKC   | EST   |
| -------------------- | ----- | ----- | ----- |
| Deportivo Saprissa   | —     | 2 - 0 | 3 - 0 |
| Sporting Kansas City | 3 - 1 | —     | 3 - 0 |
| Real Estelí          | 1 - 1 | 1 - 1 | —     |

### Groep 3
| Team               | Gsp | W | G | V | DV | DT | DS | Pnt |
| ------------------ | --- | - | - | - | -- | -- | -- | --- |
| Montreal Impact    | 4   | 3 | 1 | 0 | 6  | 3  | +3 | 10  |
| New York Red Bulls | 4   | 1 | 2 | 1 | 3  | 2  | +1 | 5   |
| FAS                | 4   | 0 | 1 | 3 | 2  | 6  | -4 | 1   |

|                    | MTL   | NYR   | FAS   |
| ------------------ | ----- | ----- | ----- |
| Montreal Impact    | —     | 1 - 0 | 1 - 0 |
| New York Red Bulls | 1 - 1 | —     | 2 - 0 |
| FAS                | 2 - 3 | 0 - 0 | —     |

### Groep 4
| Team       | Gsp | W | G | V | DV | DT | DS | Pnt |
| ---------- | --- | - | - | - | -- | -- | -- | --- |
| DC United  | 4   | 4 | 0 | 0 | 6  | 1  | +5 | 12  |
| Waterhouse | 4   | 2 | 0 | 2 | 7  | 5  | +2 | 6   |
| Tauro      | 4   | 0 | 0 | 4 | 2  | 9  | -7 | 0   |

|            | DCU   | WAT   | TAU   |
| ---------- | ----- | ----- | ----- |
| DC United  | —     | 1 - 0 | 2 - 0 |
| Waterhouse | 1 - 2 | —     | 4 - 1 |
| Tauro      | 0 - 1 | 1 - 2 | —     |

### Groep 5
| Team             | Gsp | W | G | V | DV | DT | DS  | Pnt |
| ---------------- | --- | - | - | - | -- | -- | --- | --- |
| Olimpia          | 4   | 3 | 0 | 1 | 12 | 5  | +7  | 9   |
| Portland Timbers | 4   | 3 | 0 | 1 | 15 | 6  | +9  | 9   |
| Alpha United     | 4   | 0 | 0 | 4 | 1  | 17 | -16 | 0   |

|                  | OLI   | POR   | ALP   |
| ---------------- | ----- | ----- | ----- |
| Olimpia          | —     | 3 - 1 | 6 - 0 |
| Portland Timbers | 4 - 2 | —     | 6 - 0 |
| Alpha United     | 0 - 1 | 1 - 4 | —     |

### Groep 6
| Team        | Gsp | W | G | V | DV | DT | DS | Pnt |
| ----------- | --- | - | - | - | -- | -- | -- | --- |
| Alajuelense | 4   | 1 | 3 | 0 | 4  | 3  | +1 | 6   |
| Cruz Azul   | 4   | 1 | 2 | 1 | 5  | 3  | +2 | 5   |
| Chorrillo   | 4   | 1 | 1 | 2 | 2  | 5  | -3 | 4   |

|             | ALA   | CAZ   | CHO   |
| ----------- | ----- | ----- | ----- |
| Alajuelense | —     | 1 - 1 | 1 - 0 |
| Cruz Azul   | 1 - 1 | —     | 3 - 0 |
| Chorrillo   | 1 - 1 | 1 - 0 | —     |

### Groep 7
| Team           | Gsp | W | G | V | DV | DT | DS  | Pnt |
| -------------- | --- | - | - | - | -- | -- | --- | --- |
| Herediano      | 4   | 3 | 1 | 0 | 11 | 4  | +7  | 10  |
| León           | 4   | 2 | 1 | 1 | 10 | 6  | +4  | 7   |
| Isidro Metapán | 4   | 0 | 0 | 4 | 5  | 16 | -11 | 0   |

|                | HER   | LEÓ   | MET   |
| -------------- | ----- | ----- | ----- |
| Herediano      | —     | 2 - 1 | 4 - 0 |
| León           | 1 - 1 | —     | 4 - 1 |
| Isidro Metapán | 2 - 4 | 2 - 4 | —     |

### Groep 8
| Team                | Gsp | W | G | V | DV | DT | DS  | Pnt |
| ------------------- | --- | - | - | - | -- | -- | --- | --- |
| América             | 4   | 3 | 1 | 0 | 19 | 3  | +16 | 10  |
| Comunicaciones      | 4   | 2 | 1 | 1 | 8  | 3  | +5  | 7   |
| Puerto Rico Bayamón | 4   | 0 | 0 | 4 | 2  | 23 | -21 | 0   |

|                     | AMÉ    | COM   | BAY   |
| ------------------- | ------ | ----- | ----- |
| América             | —      | 2 - 0 | 6 - 1 |
| Comunicaciones      | 1 - 1  | —     | 5 - 0 |
| Puerto Rico Bayamón | 1 - 10 | 0 - 2 | —     |

## Knock-outfase

### Plaatsing
De acht gekwalificeerde teams voor de kwartfinales werden gerangschikt naar hun prestaties in de groepsfase.
| Seed | Team               | GW | W | G | V | DV | DT | DS  | Ptn |
| ---- | ------------------ | -- | - | - | - | -- | -- | --- | --- |
| 1    | DC United          | 4  | 4 | 0 | 0 | 6  | 1  | +5  | 12  |
| 2    | América            | 4  | 3 | 1 | 0 | 19 | 3  | +16 | 10  |
| 3    | Herediano          | 4  | 3 | 1 | 0 | 11 | 4  | +7  | 10  |
| 4    | Montreal Impact    | 4  | 3 | 1 | 0 | 6  | 3  | +3  | 10  |
| 5    | Pachuca            | 4  | 3 | 0 | 1 | 17 | 8  | +9  | 9   |
| 6    | Olimpia            | 4  | 3 | 0 | 1 | 12 | 5  | +7  | 9   |
| 7    | Deportivo Saprissa | 4  | 2 | 1 | 1 | 7  | 4  | +3  | 7   |
| 8    | Alajuelense        | 4  | 1 | 3 | 0 | 4  | 3  | +1  | 6   |

|  | kwartfinale         | kwartfinale     | kwartfinale | kwartfinale |   |                     | halve finale | halve finale | halve finale | halve finale |  |         | finale | finale | finale | finale |  |  |
|  |                     |                 |             |             |   |                     |              |              |              |              |  |         |        |        |        |        |  |  |
|  | Olimpia             | 1               | 0           | 1           |   |                     |              |              |              |              |  |         |        |        |        |        |  |  |
|  | Herediano           | 1               | 2           | 3           |   |                     |              |              |              |              |  |         |        |        |        |        |  |  |
|  | Herediano           | 1               | 2           | 3           |   | Herediano           | 3            | 0            | 3            |              |  |         |        |        |        |        |  |  |
|  |                     |                 |             |             |   | Herediano           | 3            | 0            | 3            |              |  |         |        |        |        |        |  |  |
|  |                     | América         | 0           | 6           | 6 |                     |              |              |              |              |  |         |        |        |        |        |  |  |
|  | Deportivo Saprissa  | América         | 0           | 6           | 6 | 0                   | 0            | 0            |              |              |  |         |        |        |        |        |  |  |
|  | Deportivo Saprissa  |                 |             |             |   | 0                   | 0            | 0            |              |              |  |         |        |        |        |        |  |  |
|  | América             | 3               | 2           | 5           |   |                     |              |              |              |              |  |         |        |        |        |        |  |  |
|  | América             | 3               | 2           | 5           |   |                     |              |              |              |              |  | América | 1      | 4      | 5      |        |  |  |
|  |                     |                 |             |             |   |                     |              |              |              |              |  | América | 1      | 4      | 5      |        |  |  |
|  |                     | Montreal Impact | 1           | 2           | 3 |                     |              |              |              |              |  |         |        |        |        |        |  |  |
|  | Pachuca             | Montreal Impact | 1           | 2           | 3 | 2                   | 1            | 3            |              |              |  |         |        |        |        |        |  |  |
|  | Pachuca             |                 |             |             |   | 2                   | 1            | 3            |              |              |  |         |        |        |        |        |  |  |
|  | Montreal Impact (u) | 2               | 1           | 3           |   |                     |              |              |              |              |  |         |        |        |        |        |  |  |
|  | Montreal Impact (u) | 2               | 1           | 3           |   | Montreal Impact (u) | 2            | 2            | 4            |              |  |         |        |        |        |        |  |  |
|  |                     |                 |             |             |   | Montreal Impact (u) | 2            | 2            | 4            |              |  |         |        |        |        |        |  |  |
|  |                     | Alajuelense     | 0           | 4           | 4 |                     |              |              |              |              |  |         |        |        |        |        |  |  |
|  | Alajuelense         | Alajuelense     | 0           | 4           | 4 | 5                   | 1            | 6            |              |              |  |         |        |        |        |        |  |  |
|  | Alajuelense         |                 |             |             |   | 5                   | 1            | 6            |              |              |  |         |        |        |        |        |  |  |
|  | DC United           | 2               | 2           | 4           |   |                     |              |              |              |              |  |         |        |        |        |        |  |  |

### Kwartfinale
| Team 1             | Tot.      | Team 2          | 1e wedstr. | 2e wedstr. |
| ------------------ | --------- | --------------- | ---------- | ---------- |
| Alajuelense        | 6 - 4     | DC United       | 5 - 2      | 1 - 2      |
| Deportivo Saprissa | 0 - 5     | América         | 0 - 3      | 0 - 2      |
| Olimpia            | 1 - 3     | Herediano       | 1 - 1      | 0 - 2      |
| Pachuca            | 3 - 3 (u) | Montreal Impact | 2 - 2      | 1 - 1      |

### Halve finale
| Team 1          | Tot.      | Team 2      | 1e wedstr. | 2e wedstr. |
| --------------- | --------- | ----------- | ---------- | ---------- |
| Montreal Impact | 4 - 4 (u) | Alajuelense | 2 - 0      | 2 - 4      |
| Herediano       | 3 - 6     | América     | 3 - 0      | 0 - 6      |

### Finale
| Team 1  | Tot.  | Team 2          | 1e wedstr. | 2e wedstr. |
| ------- | ----- | --------------- | ---------- | ---------- |
| América | 5 - 3 | Montreal Impact | 1 - 1      | 4 - 2      |